# Panthères de Pessac
Uniformes
Le Baseball Softball Club de Pessac est un club français de baseball et softball situé près de Bordeaux en Gironde.
Le club est une section de l'Union Sportive de Saige et des Amis de Pessac (U.S.S.A.P.). Soutenu par la municipalité, le Conseil Général et la Région, il possède des installations techniques lui permettant de prétendre à l'organisation de grandes compétitions européennes.

## Histoire
Le club est fondé en 1987. Il joue en Élite de 1996 à 1999, en 2003, 2004 et à nouveau entre 2011 et 2012. 
En 1999 le club participe à la Coupe d'Europe de baseball de la CEB, en 2004, 2006, 2008, 2009, 2010 et 2011 à la coupe d'Europe des clubs champions softball masculin, en 2005 à la coupe d'Europe des clubs vainqueurs de coupes softball masculin et en 2012 et 2013 a la Super coupe d'Europe de softball masculin.

## Palmarès
- Champion de France de Nationale 1 : 2002, 2010.
- Champion de France de Nationale 2 : 1991, 2001.
- Champion de France de Softball Féminin : 2015
- Champion de France de Softball Masculin : 2003, 2005, 2007, 2008, 2009, 2010, 2012, 2013, 2014 et 2015.
- Vice-champion de France de Nationale 1: 1993, 2000, 2006.
- Vice-champion de France de Softball Masculin: 2004, 2011.